# فن لف الورق

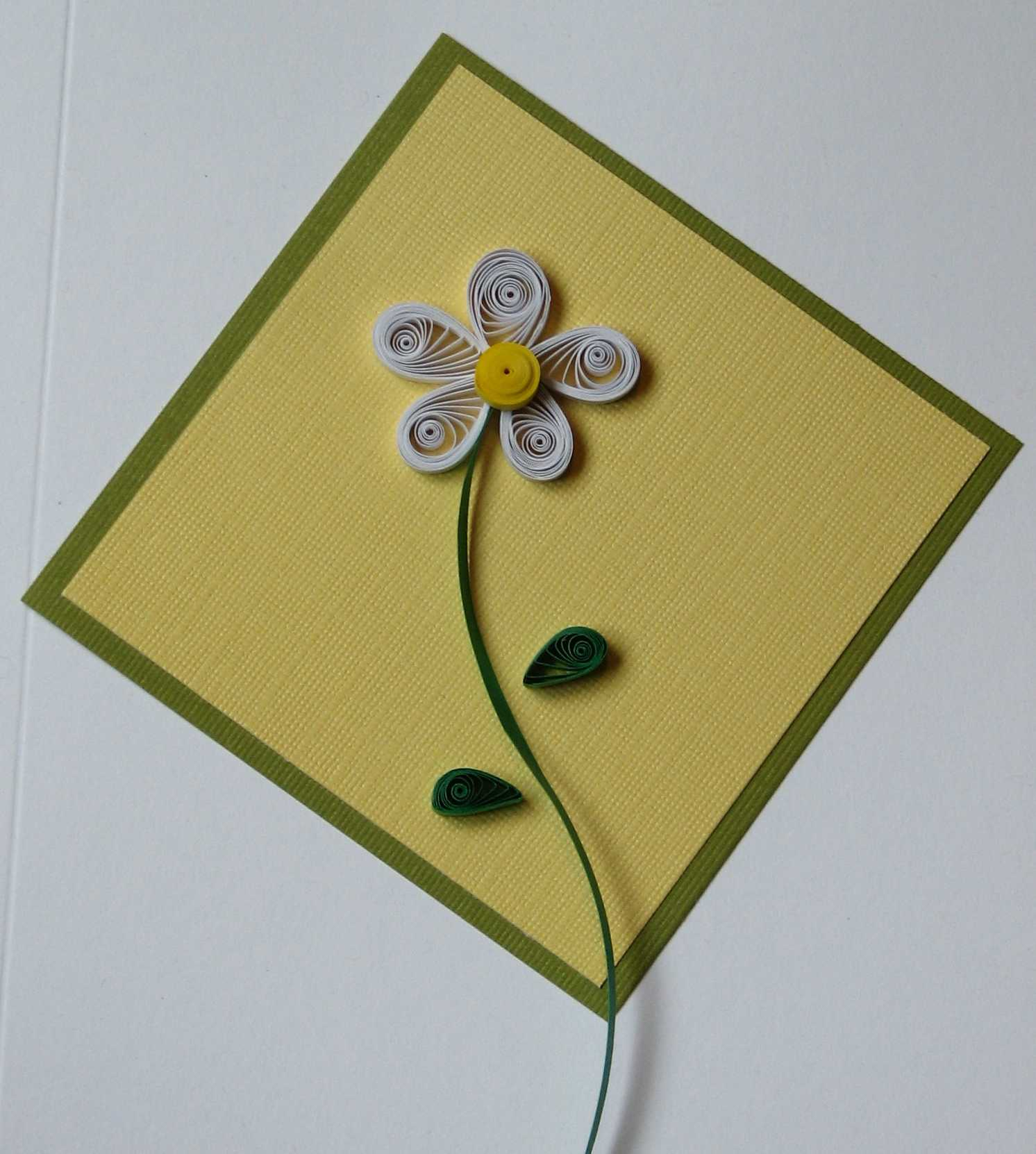

فن لف الورق (بالإنجليزية: quilling)‏ هو فن من فنون الورقية، ويقوم على استخدام شرائط من الورق يتم لفها وتشكيلها ولصقها معًا لإنشاء تصميمات زخرفية. يتم لف الورق وحلقه وتجعيده وتثبيته ومعالجته بطريقة أخرى لإنشاء الأشكال التي تشكل تصميمات لتزيين بطاقات التهنئة والصور والمربعات والبيض ولصنع النماذج والمجوهرات والهواتف المحمولة وما إلى ذلك. يبدأ اللف بلف شريط من الورق إلى لفائف ثم قرص الملف في أشكال يمكن لصقها معًا. هناك تقنيات متقدمة وورق بأحجام مختلفة يتم استخدامها لإنشاء المنمنمات ثلاثية الأبعاد والفن التجريدي والزهور والصور من بين أشياء كثيرة.

## تاريخ
على الرغم من أن أصولها بالضبط هي لغز، يُعتقد ان فن لف الورق قد نُشِأ في مصر القديمة وفي الأونة الاخيرة تمت مُمارستها كشكل فني في عصر النهضة فرنسا / إيطاليا وكذلك في القرن ال18 إنجلترا  خلال عصر النهضة ، الفرنسية و الإيطالية الراهبات والرهبان استخدمت اللف لتزيين أغلفة الكتب والمواد الدينية. كان الورق الأكثر استخدامًا هو شرائط الورق المقطوعة من حواف الكتب المذهبة . تم لف هذه الشرائط الورقية المطلية بالذهب لإنشاء الأشكال الملتوية. غالبًا ما يحاكي اللف الأعمال الحديدية الأصلية في ذلك اليوم. في القرن الثامن عشر ، أصبح اللف شائعًا في أوروبا حيث تمارس السيدات اللطيفات من الجودة ("سيدات أوقات الفراغ") الفن. لقد كان أحد الأشياء القليلة التي يمكن للسيدات القيام بها والتي لم يكن يُفرض عليها ضرائب على عقولهم أو تصرفاتهم اللطيفة. انتشر اللف أيضًا إلى الأمريكتين وهناك أمثلة قليلة من العصور الاستعمارية. 
اليوم ، فن لف الورق(الكويلينج) يشهد عودة شعبية.يتم استخدامه أحيانًا لتزيين دعوات الزفاف ، لعيد الميلاد ، وإعلانات الميلاد ، وبطاقات المعايدة ، وصفحات سجل القصاصات ، والمربعات. يمكن العثور على اللف في المعارض الفنية في أوروبا والولايات المتحدة وهو فن يمارس في جميع أنحاء العالم.